# Gålå

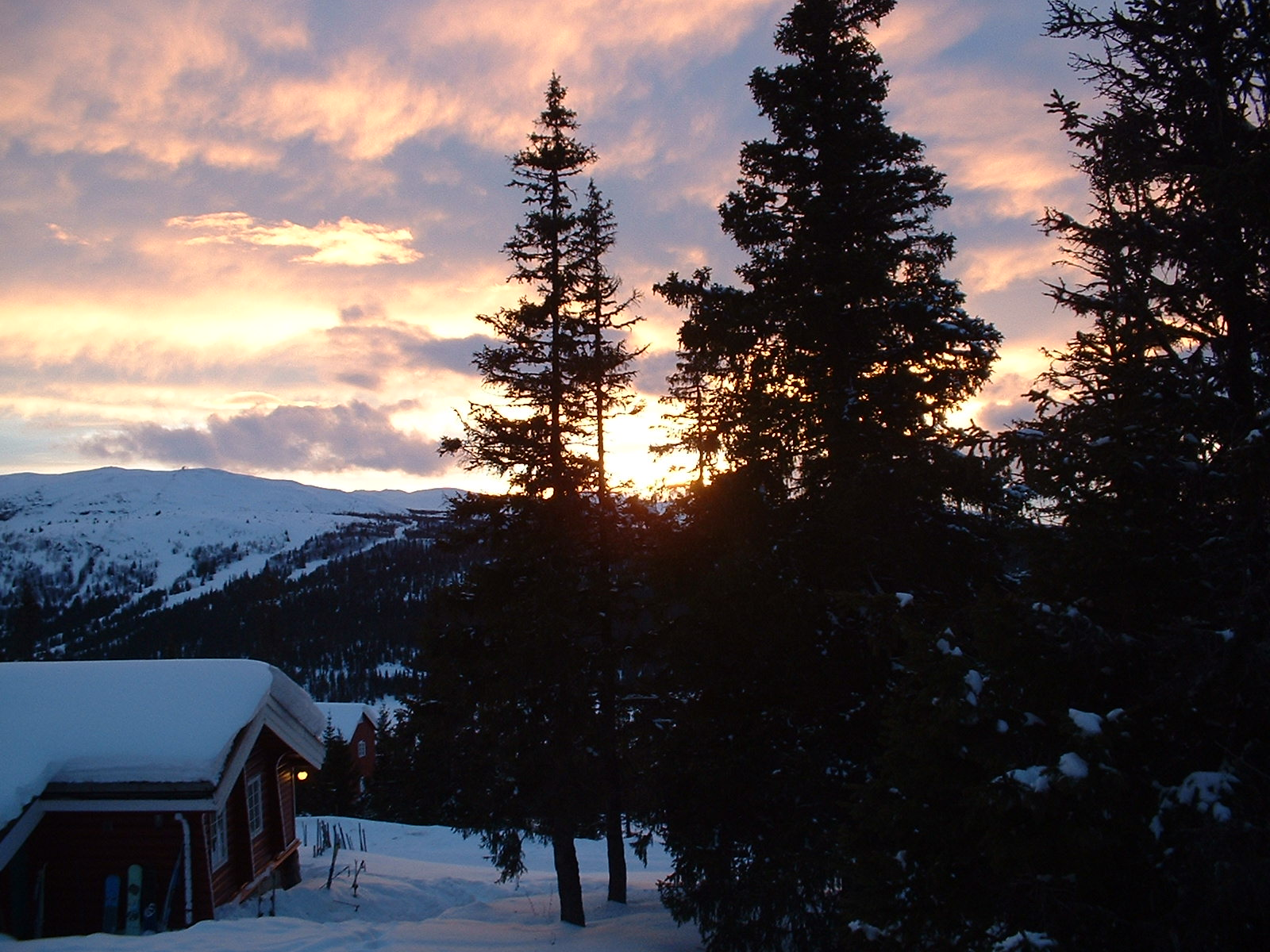
Sonnenuntergang in Gålå

Gålå ist ein kleiner, rund 100 Einwohner zählender, auf etwa 1.000 m Höhe gelegener Wintersportort in Norwegen. Der Ort liegt im Fylke Innlandet. Im Ort gibt es zu jeder Jahreszeit zahlreiche Aktivitätsmöglichkeiten sowie das Peer-Gynt-Schauspieldrama von Henrik Ibsen auf einer Freilichtbühne am Gålåvatnet. Zu erreichen ist der Ort ganzjährig nur über zwei steil aufsteigende Straßen von der Stadt Vinstra aus. Der Peer Gynt Vegen führt durch den Ort, der in der Ortschaft Skeikampen beginnt und über Gålå, Fefor nach Dalseter führt.
Insgesamt verfügt Gålå über etwa 20 km Abfahrtspisten und 230 km Loipen.